# Bataille de Mu'tah
Batailles de Mahomet - Guerres arabo-byzantines
Batailles
La bataille de Mu'tah (arabe : غزوة مؤتة) a lieu en septembre 629 près du village de Mu'tah (en) à l'est du Jourdain et d'al-Karak, entre une troupe de combattants musulmans dépêchée par le prophète Mahomet et une armée byzantine. Il s'agit de la première bataille opposant musulmans et byzantins.
Dans les sources historiques islamiques, la bataille est généralement décrite comme la tentative des musulmans de se venger du meurtre d'un émissaire envoyé auprès d'un des chefs ghassanides. Selon des sources byzantines, les musulmans prévoyaient de lancer une attaque durant un jour de fête.
Le vicaire byzantin local, ayant appris leurs plans, rassembla alors plusieurs garnisons. Devant le grand nombre de troupes byzantines, les musulmans se retirent vers le sud où les combats commencent au village de Mu'tah où les musulmans sont mis en déroute,. Selon les sources musulmanes, après que trois de leurs dirigeants aient été tués, le commandement est donné à Khalid ibn al-Walid de la tribu des Quraychites qui parvint à sauver le reste de la force.
À son retour à Médine, Mahomet considéra la bataille comme une victoire et lui donna le titre de Sif Min Soyûf Allah (« l'épée de Dieu » en arabe). Toutefois, certains historiens modernes prétendent que cette bataille n'était qu'une expédition visant à conquérir les territoires des Arabes vivant à l'est de la Jordanie,.

## Contexte
Le pacte d'al-Houdaybiyya a établi une trêve entre les forces musulmanes de Médine et les forces quraychites qui contrôlaient encore La Mecque. Badhan, le gouverneur sassanide du Yémen, ainsi que la plupart des tribus de l'Arabie méridionale s'étaient également convertis à l'islam et rejoignirent Médine pour augmenter les forces de l'armée. Mahomet fut donc libre de se concentrer sur les tribus arabes dans le Cham.
Les historiens musulmans rapportent que Mahomet envoya plusieurs messagers, notamment aux tribus nomades des Banu Sulaym et des Dhat Talh situées au Nord (tribus sous la protection des Byzantins). Al-Harith ibn 'Omaïr Al-Azdi fut chargé de porter une lettre au chef de Bosra mais fut intercepté en chemin par Churahbil ibn Amr (en) qui le captura, le fit enchaîner puis décapiter. Mahomet fut affecté en apprenant cette nouvelle et mobilisa une armée pour châtier les coupables.
Cette expédition fut la plus importante armée musulmane soulevée contre une armée non-mecquoise ou alliée des mecquois, excepté lors de l'événement de la bataille du fossé et serait la première confrontation avec les Byzantins.

## Mobilisation des armées
Selon les historiens musulmans, Mahomet dépêcha 3 000,,, soldats de l'armée musulmane sur la zone, le mois de Joumada al-Awwal, en septembre 629. Zayd ibn Haritha fut désigné pour conduire les troupes. S'il venait à être tué, Jafar ibn Abi Talib devrait le remplacer et Abd Allah ibn Rawaha succéderait à ce dernier s'il était également tué,. Un étendard blanc fut confectionné et attaché au fer d'une lance puis fut confié à Zayd,. Enfin, si ce dernier devait être tué, il laissa aux soldats le soin de choisir eux-mêmes un chef. Observant cette décision, un juif de Médine s'adressa à Mahomet :

« Ô Abu al-Qasim (surnom de Mahomet), si vraiment tu es Prophète, tous ceux que tu viens de désigner sont irrémédiablement perdus. Quand nos Prophètes d'Israël, après avoir mis un général à la tête de leurs armées, ajoutaient : « et, s'il est tué, nommez un tel à sa place. », c'est qu'infailliblement il devait être tué. »

Le juif se tourna ensuite vers Zayd et lui dit : « Je te jure, lui dit-il, que si Muhammad est véritablement un Prophète, tu ne reviendras point de cette expédition. ». Zayd lui répondit : « Je te jure que Muhammad est le Prophète de Dieu. »
Mahomet accompagna les troupes jusqu'à Thâniât al-Wadâ` (le col des Adieux) pour leur faire ses dernières recommandations. Ils devaient se rendre là où avait eu lieu le meurtre d'al-Hartih et inviter les gens à embrasser l'islam ; s'ils venaient à répondre positivement, il ne devait pas y avoir de guerre, sinon le combat constituerait l'unique alternative. Il ordonna :

« Combattez les négateurs au nom de Dieu, ne brisez pas un pacte et ne trahissez point, et ne tuez sous aucun prétexte un nouveau-né, une femme, un vieillard ou un ermite ; ne coupez aucun arbre ni ne démolissez de maison,,. »

Le chef des ghassanides fut informé de cette expédition et prépara ses forces. Il demanda également de l'aide aux Byzantins. Les historiens musulmans rapportent que l'empereur byzantin Héraclius rassembla une armée et courut à l'aide de ses alliés arabes. D'autres sources disent que le chef était en fait le frère de l'empereur, Théodore. La force combinée des soldats de l'armée byzantine et de ses alliés arabes est le plus souvent évaluée entre 100 000 et 200 000 hommes selon les sources musulmanes.
L'armée musulmane marcha vers le Nord en direction de Ma'an (en Jordanie), une ville jouxtant l'ancienne Syrie. Ils apprirent qu'Héraclius avait mobilisé 100 000 hommes, auxquels étaient venus s'ajouter 100 000 hommes des tribus de Lakhm, Judham, Balqin, Bahra et Baliyy. D'autres historiens avancent qu'il est probable que ces chiffres soient basés sur des rumeurs locales[réf. nécessaire].
Les musulmans n'avaient pas envisagé se trouver face à une armée aussi importante et passèrent deux nuits à débattre de ces conditions défavorables. Certains suggérèrent d'écrire à Mahomet afin de lui demander conseil mais Abd Allah ibn Rawaha les réprimanda pour cela et s'adressa à eux ainsi :

« Je jure par Dieu que ce que vous craignez est cela même pourquoi vous êtes sortis, à savoir le martyre. Nous ne combattons pas les gens par le nombre, la force ou la multitude, mais pour cette seule foi dont Dieu nous a gratifiés ; hâtez-vous pour gagner l'une de ces deux choses, la victoire ou le martyre. »

## La bataille
Les musulmans rejoignirent les Byzantins à leur camp par le village de Musharif (une ville d'al-Balqa en Jordanie actuelle) avec l'intention d'engager une confrontation mais se retirèrent vers Mu'tah pour établir leur campement. C'est ici que les deux armées se livrèrent combat. Certaines sources musulmanes rapportent que la bataille fut livrée dans une vallée entre deux collines, ce qui diminua fortement l'avantage des Byzantins quant à leur supériorité numérique[réf. nécessaire]. L'aile droite fut placée sous le commandement de Qutba ibn al-Udhri, l'aile gauche sous le commandement de Ubada ibn Malik al-Ansari. Une lutte frontale opposa les deux camps.
Pendant la bataille, les trois chefs musulmans tombèrent l'un après l'autre : Zayd ibn Haritha tomba en premier, frappé à mort. Jafar ibn Abi Talib prit la relève en saisissant la bannière et lutta avec acharnement. Il mit ensuite pied à terre et coupa les jarrets de son cheval jusqu'à ce qu'il perde sa main droite. Il reprit l'étendard avec sa main gauche mais celle-ci fut également coupée. Il serra la bannière avec ses bras jusqu'à ce qu'un soldat byzantin le frappe en le coupant en deux. Al-Bukhari rapporte qu'il y avait cinquante blessures sur le corps de Jafar, mais aucune ne lui fut portée dans le dos. Abd Allah ibn Rawaha s'avança, et, après un bref moment d'hésitation, se lança dans le combat sur son cheval, et tomba à son tour après avoir été mortellement frappé.

### Khalid ibn al-Walid prend le commandement
Un homme des Banu 'Ajlan, dénommé Thabit ibn Arqam, prit l'étendard et interpella les musulmans pour qu'ils désignent un nouveau chef. Cet honneur fut accordé unanimement à Khalid ibn al-Walid, soldat chevronné et stratège de grande valeur.
Al-Bukhari rapporte que le combat était si intense que Khalid ibn al-Walid dut utiliser neuf épées car elles se brisèrent toutes dans la bataille ; seul un large sabre yéménite résista. Entre-temps, Mahomet fit part aux gens à Médine des informations qui lui furent « révélées ».
La nuit, Khalid ibn al-Walid changea complètement la position de ses troupes et forma une arrière-garde qu'il avait équipée avec de nouveaux étendards. Il ordonna également à la cavalerie de se retrancher derrière une colline au cours de la nuit et de cacher leurs mouvements, afin de revenir ensuite pendant la journée quand la bataille aurait repris et de soulever autant de poussière qu'ils pourraient. Son intention était de faire croire aux Byzantins que des renforts de Médine étaient en train d'arriver[réf. nécessaire].
Au matin du deuxième jour de la bataille, conscient de la situation critique dans laquelle se trouvaient les musulmans, il prépara son armée à battre en retraite, en procédant à un remaniement des ailes gauche et droite de l'armée musulmane et fit venir en première ligne un groupe de combattants qui se trouvait auparavant à l'arrière, afin que la peur gagne le cœur des Byzantins, toujours dans le but de leur faire croire à l'arrivée de renforts.
Les Byzantins, confrontés à cette nouvelle stratégie, crurent qu'ils allaient être pris dans un piège en se faisant attirer au cœur du désert. Ils cessèrent la poursuite, ce qui permit aux musulmans de se retirer vers Médine avec de moindres pertes,,.

### Liste des soldats musulmans morts pendant la bataille
1. Zayd ibn Haritha
2. Jafar ibn Abi Talib
3. Abd Allah ibn Rawaha
4. Ubayd ibn Qays
5. Wahb ibn Sa`d (ar)
6. Mas`ud ibn al-Aswad (ar)
7. `Amru ibn Sa`d
8. Suraqa ibn `Amru (ar)
9. Harith ibn al-Nu`man (ar)
10. `Amir ibn Sa`d
11. Jabir ibn `Amru (ar)
12. Abû Kalîb

Dans son Jawâmi'ul Sîrah ibn Hazm (994-1064) ajoute après cette liste des martyrs de la bataille de Mu'ta : « Ceux dont les noms nous sont connus sont ceux mentionnés plus haut. », sans donner de nombre plus grand de pertes dans le camp musulman, il est fort probable qu'il avait accès à un manuscrit de la Sirah d'ibn Ishaq (704 ?-767), qui était consultée et citée en dehors d'ibn Hicham (???-vers 834) ou Tabari (839-923) pendant plusieurs siècles encore avant de disparaître comme une citation directe vers le XIVe siècle avec Al-Dhahabi (mort en 1348) dans son Siyar A'lam al-Nubala .

## Conséquences
Lorsque les soldats des troupes musulmanes arrivèrent à Médine, ils furent réprimandés pour leur retrait et furent accusés d'avoir pris la fuite. Salama ibn Hisham aurait évité d'aller à la mosquée pour ne pas avoir à s'expliquer. Mahomet leur a ordonné d'arrêter, en leur disant qu'ils reviendraient pour lutter contre les Byzantins à nouveau et il donna à Khalid le titre de Sayfullah (l'épée d'Allah), un titre à sa hauteur car il finira par vaincre tous les ennemis, sans être défait une seule fois, jusqu'à sa mort.
Les musulmans qui tombèrent à cette bataille sont considérés comme martyrs (chahid). Pour les historiens musulmans comme Ibn Hicham et Tabari, cette bataille, loin d'être une défaite, fut en fait un succès sur le plan stratégique,, ils ne perdirent que 12 soldats alors que 3350 soldats Byzantins furent tués. De plus, les musulmans défièrent les Byzantins et firent sentir leur présence parmi les tribus arabes bédouines de la région. Un mausolée fut construit plus tard à Mu'tah sur leur tombe.

## Historiographie
La bataille a fait l'objet d'appréciations diverses de l'historiographie musulmane sur son résultat. David S. Powers rapporte que les premiers auteurs musulmans comme al-Waqidi la décrivent comme une défaite humiliante. Néanmoins, le même chroniqueur mentionne un autre récit dans lequel ce sont les Byzantins qui fuient. Pour Powers, le changement de perspective chez les chroniqueurs ultérieurs, qui voient dans la bataille une victoire musulmane, témoigne d'une vision plus déterministe, dans laquelle l'affrontement s'inscrit dans un plan divin plus global. Par ailleurs, d'autres écrits n'évoquent pas une défaite, étant donné que la plupart des soldats musulmans parviennent à se replier sains et saufs.